# Ianiropsis pallidocula
Ianiropsis pallidocula är en kräftdjursart som beskrevs av Oleg Grigor'evich Kussakin1962. Ianiropsis pallidocula ingår i släktet Ianiropsis och familjen Janiridae. Inga underarter finns listade i Catalogue of Life.